# Rameshbabu Praggnanandhaa
Rameshbabu "Pragg" Praggnanandhaa (født 10. august 2005) er en indisk skakstormester. Han var et skakvidunderbarn og opnåede titlen som international mester i en alder af 10 år, hvilket var den yngste nogensinde på dette tidspunkt, og stormestertitlen i en alder af 12 år, hvilket var den næstyngste på dette tidspunkt.
Den 22. februar 2022, i en alder af 16 år, blev han den yngste spiller nogensinde til at besejre verdenmesteren Magnus Carlsen, da han slog ham i hurtigskak under Airthings Masters Rapid Chess Tournament.